# Nababeep
Nababeep est une ville située dans le Cap-Nord en Afrique du Sud.